# Poznański Przełom Warty
Poznański Przełom Warty (315.52) – mezoregion fizycznogeograficzny, przebiegający południkowo odcinek doliny Warty o długości 45 km, rozdzielający Pojezierze Poznańskie i Wysoczyznę Grodziską od Pojezierza Gnieźnieńskiego i Równiny Wrzesińskiej.

## Charakterystyka
Przełom powstał w wyniku przekształcenia rynny polodowcowej w klasyczną dolinę rzeczną z terasami (łącznie wydzielono ich sześć: cztery niższe i dwie wyższe, przechodzące w sandr). Ten szeroki na kilka kilometrów odcinek silnie kontrastuje z szerokością pradolin, które łączy (Pradolina Warszawsko-Berlińska na południu i Pradolina Toruńsko-Eberswaldzka na północy). W środku przełomowego odcinka doliny leży Poznań.
Maksymalna szerokość przełomu to 4 km pod Rogalinkiem, a minimalna to 1,5 km pod Czerwonakiem. Jest wcięty przeciętnie na 20–40 metrów w wysoczyznę.